# Den Trilaterale Kommission
Den trilaterale kommission er oprettet i 1974 på initiativ af den amerikanske finansmand David Rockefeller sammen med 300 borgere med fremtrædende positioner indenfor erhvervslivet, den akademiske verden og politik fra Europa, Japan og Nordamerika. Kommissionen udgav i 1975 debatbogen The Crisis of Democracy (New York University Press, 1975).

## Formål
At øge et tættere sammarbejde mellem de tre regioner: Europa, Japan og Nordamerika. Deraf navnet trilateral, der betyder tresidig.

## Nuværende og tidligere danske medlemmer (et udvalg)
- Mette Frederiksen, Statsminister.
- Niels Thygesen, professor i økonomi.
- Ritt Bjerregaard, tidl. EU-kommissær.
- Bodil Nyboe Andersen, tidl. direktør for Nationalbanken.
- Lene Espersen, Medlem af Folketinget.
- Sven Burmester, tidl. vicedirektør i Verdensbanken.
- Steen Riisgaard, direktør for Novozymes.
- Peter Straarup, Ordførende direktør i Danske Bank.
- Lykke Friis, Medlem af Folketinget.
- Margrethe Vestager, Økonomiminister.

## Andre fremtrædende medlemmer (et udvalg)
- Jimmy Carter
- Bill Clinton
- David Rockefeller
- Peter Sutherland
- Dick Cheney
- Henry Kissinger
- George H.W. Bush
- Paul Volcker